# 육방정계
육방정(六方晶, Hexagonal Close-Packed, HCP) 또는 육방정계란 결정학에서 3개의 벡터로 묘사되는 7 결정계 중의 하나이다. 육방정계는 정육각형을 밑면으로 하는 프리즘과 같은 모양이다.
육방정계는 마그네슘, 탈륨, 아연 등 몇몇 금속이 갖는 육방정 구조이다. 이런 육방정 구조는 조밀 육방정이라고 부르며, 이 구조의 특징은 한 층의 원자는 그 위 또는 아래 층의 3개의 원자 공극(interstice)에 위치한다는 점이다. 그 결과 하나의 원자는 그 위 층의 3원자, 그 자신의 층의 6원자 및 그 아래 층의 3원자와 접촉하게 되어 CN = 12 가 된다. 1단위정에 6개의 원자(사방체의 표현을 쓰면 1단위정당 2개의 원자)를 갖는다. HCP 금속이나 FCC 금속은 배위수가 12이므로 0.74의 같은 원자충진율을 갖는다.
육방정계에는 단순 육방정계의 1가지 브라베 격자만 존재한다.

## 점군 목록
아래는 국제 표기법과 쇤플리스 표기법으로 표현된 육방정계에 속하는 점군의 목록이다.
| 이름                    | 국제 표기법                       | 쇤플리스 표기법 | 예           |
| ----------------------- | --------------------------------- | --------------- | ------------ |
| dihexagonal bipyramidal | {\displaystyle {\frac {6}{m}}mm}  | D6h             | 녹주석       |
| dihexagonal pyramidal   | {\displaystyle 6mm}               | C6v             | 황화카드뮴석 |
| hexagonal bipyramidal   | {\displaystyle {\frac {6}{m}}}    | C6h             | 인회석       |
| hexagonal pyramidal     | 6                                 | C6              |              |
| hexagonal trapezohedral | 622                               | D6              |              |
| ditrigonal bipyramidal  | {\displaystyle {\overline {6}}2m} | D3h             |              |
| trigonal bipyramidal    | {\displaystyle {\overline {6}}}   | C3h             |              |

## 같이 보기
- 결정계
- 브라베 격자
- 결정학적 점군
- 공간군